# Fotbal na Letních olympijských hrách 1956
Fotbalový turnaj na Letních olympijských hrách 1956 byl devátý oficiální fotbalový turnaj na olympijských hrách. Vítězem se stala sovětská fotbalová reprezentace. Turnaj byl poznamenán malou účastí a mnoha odhlášenými týmy na poslední chvíli.

## Kvalifikace
Hlavní článek: Kvalifikace na fotbalový turnaj na Letních olympijských hrách 1956
Zatímco do všech předchozích olympijských turnajů se nemusela hrát kvalifikace, neboť všichni přihlášení měli automaticky jistou účast, nyní byl zájem o účast tak velký, že se musela sehrát i kvalifikace. Ta ale byla poznamenána velkým množstvím kontumací, stejně jako později závěrečný turnaj. 
Pět týmů odstoupilo před konečným losováním. Čína hry bojkotovala, kvůli příjezdu Tchaj-wanu do dějiště Olympijských her. Egypt odstoupil, kvůli Suezské krizi, následovala je výprava Turecka a Jižního Vietnamu. Kvůli povstání v Maďarsku, se nezúčastnili obhájci titulu Maďaři. 

## První kolo
|       |             |          |           |
| Indie | kontumace 1 | Maďarsko | Melbourne |
|       |             |          | Melbourne |

|           |             |               |           |
| Indonésie | kontumace 1 | Jižní Vietnam | Melbourne |
|           |             |               | Melbourne |

|      |   |         |           |
| Čína | 2 | Turecko | Melbourne |
|      |   |         | Melbourne |

|           |             |       |           |
| Bulharsko | kontumace 1 | Egypt | Melbourne |
|           |             |       | Melbourne |

|     |   |            |           |
| USA | 3 | Jugoslávie | Melbourne |
|     |   |            | Melbourne |

| 24. listopadu 1956 12:00 |       |           |                                                                          |
| Sovětský svaz            | 2 : 1 | Německo   | Melbourne Cricket Ground, Melbourne diváci: 12 000 rozhodčí: Robert Mann |
| Isayev 23' Strelcov 86'  |       | Habig 89' | Melbourne Cricket Ground, Melbourne diváci: 12 000 rozhodčí: Robert Mann |

| 26. listopadu 1956 12:00                                                              |       |         |                                                                              |
| Velká Británie                                                                        | 9 : 0 | Thajsko | Melbourne Cricket Ground, Melbourne diváci: 3 693 rozhodčí: Nikolay Latyshev |
| Twissell 12', 20' Lewis 21' (pen.) Laybourne 30', 82', 85' Bromilow 75', 78' Topp 90' |       |         | Melbourne Cricket Ground, Melbourne diváci: 3 693 rozhodčí: Nikolay Latyshev |

| 27. listopadu 1956 12:00         |       |          |                                                                           |
| Austrálie                        | 2 : 0 | Japonsko | Melbourne Cricket Ground, Melbourne diváci: 3 568 rozhodčí: Reginald Lund |
| McMillan 26' (pen.) Loughran 61' |       |          | Melbourne Cricket Ground, Melbourne diváci: 3 568 rozhodčí: Reginald Lund |

1 Týmy Egypt, Jižní Vietnam a Maďarsko se vzdaly účasti. 

2 Oba týmy se vzdaly účasti, zápas byl zrušen. 

3 Vzhledem k tomu, že se 5 týmů odhlásilo, zápas byl přesunut do čtvrtfinále.

## Čtvrtfinále
| 28. listopadu 1956 12:00                                               |       |              |                                                                       |
| Jugoslávie                                                             | 9 : 1 | USA          | Olympic Park Stadium, Melbourne diváci: 5 292 rozhodčí: Maurice Swain |
| Veselinović 10', 84', 90' Antić 12', 73' Mujić 16', 35', 56' Papec 20' |       | Zerhusen 42' | Olympic Park Stadium, Melbourne diváci: 5 292 rozhodčí: Maurice Swain |

| 29. listopadu 1956 12:00 |       |           |                                                                             |
| Sovětský svaz            | 0 : 0 | Indonésie | Olympic Park Stadium, Melbourne diváci: 3 228 rozhodčí: Šigemaru Takenokoši |
|                          |       |           | Olympic Park Stadium, Melbourne diváci: 3 228 rozhodčí: Šigemaru Takenokoši |

Opakovaný zápas
| 1. prosince 1956 12:00                 |       |           |                                                                       |
| Sovětský svaz                          | 4 : 0 | Indonésie | Olympic Park Stadium, Melbourne diváci: 6 735 rozhodčí: Reginald Lund |
| Salnikov 17', 59' Ivanov 19' Netto 43' |       |           | Olympic Park Stadium, Melbourne diváci: 6 735 rozhodčí: Reginald Lund |

| 30. listopadu 1956 12:00                         |       |                |                                                                        |
| Bulharsko                                        | 6 : 1 | Velká Británie | Melbourne Cricket Ground, Melbourne diváci: 6 748 rozhodčí: Ron Wright |
| Dimitrov 6' Kolev 40', 85' Milanov 45', 75', 80' |       | Lewis 30'      | Melbourne Cricket Ground, Melbourne diváci: 6 748 rozhodčí: Ron Wright |

| 1. prosince 1956 12:00 |       |                                |                                                                            |
| Austrálie              | 2 : 4 | Indie                          | Melbourne Cricket Ground, Melbourne diváci: 7 413 rozhodčí: Chris Wensveen |
| Morrow 17', 41'        |       | D'Souza 9', 33', 50' Kittu 80' | Melbourne Cricket Ground, Melbourne diváci: 7 413 rozhodčí: Chris Wensveen |

## Semifinále
| 4. prosince 1956 12:00                         |       |             |                                                                               |
| Jugoslávie                                     | 4 : 1 | Indie       | Melbourne Cricket Ground, Melbourne diváci: 16 626 rozhodčí: Nikolay Latyshev |
| Papec 54', 65' Veselinović 57' Salam 78' (vl.) |       | D'Souza 52' | Melbourne Cricket Ground, Melbourne diváci: 16 626 rozhodčí: Nikolay Latyshev |

| 5. prosince 1956 12:00     |                |           |                                                                      |
| Sovětský svaz              | 2 : 1 (prodl.) | Bulharsko | Olympic Park Stadium, Melbourne diváci: 21 079 rozhodčí: Robert Mann |
| Strelcov 112' Tatušin 116' |                | Kolev 95' | Olympic Park Stadium, Melbourne diváci: 21 079 rozhodčí: Robert Mann |

## O 3. místo
| 7. prosince 1956 14:15    |       |       |                                                                               |
| Bulharsko                 | 3 : 0 | Indie | Melbourne Cricket Ground, Melbourne diváci: 21 236 rozhodčí: Nikolay Latyshev |
| Diev 37', 60' Milanov 42' |       |       | Melbourne Cricket Ground, Melbourne diváci: 21 236 rozhodčí: Nikolay Latyshev |

## Finále
| 8. prosince 1956 14:15 |       |            |                                                                         |
| Sovětský svaz          | 1 : 0 | Jugoslávie | Melbourne Cricket Ground, Melbourne diváci: 86 716 rozhodčí: Ron Wright |
| Iljin 48'              |       |            | Melbourne Cricket Ground, Melbourne diváci: 86 716 rozhodčí: Ron Wright |

## Medailisté
| Zlato   | Sovětský svaz |
| Stříbro | Jugoslávie    |
| Bronz   | Bulharsko     |